# Kazunori Iio
Kazunori Iio (jap. 飯尾 一慶 Iio Kazunori; ur. 23 lutego 1982) – japoński piłkarz.

## Kariera klubowa
Od 1999 do 2015 roku występował w klubach Tokyo Verdy, Kawasaki Frontale, Avispa Fukuoka i Yokohama FC.

## Kariera reprezentacyjna
W 2001 roku Kazunori Iio zagrał na Mistrzostwach Świata U-20.